# اچ‌ام‌اس سویفت‌سور (۱۹۰۳)
اچ‌ام‌اس سویفت‌سور (۱۹۰۳) (به انگلیسی: HMS Swiftsure (1903)) یک کشتی بود که طول آن ۴۷۵ فوت ۳ اینچ (۱۴۴٫۹ متر) بود. این کشتی در سال ۱۹۰۳ ساخته شد.